# Słoneczna Turnia (Rzędkowice)

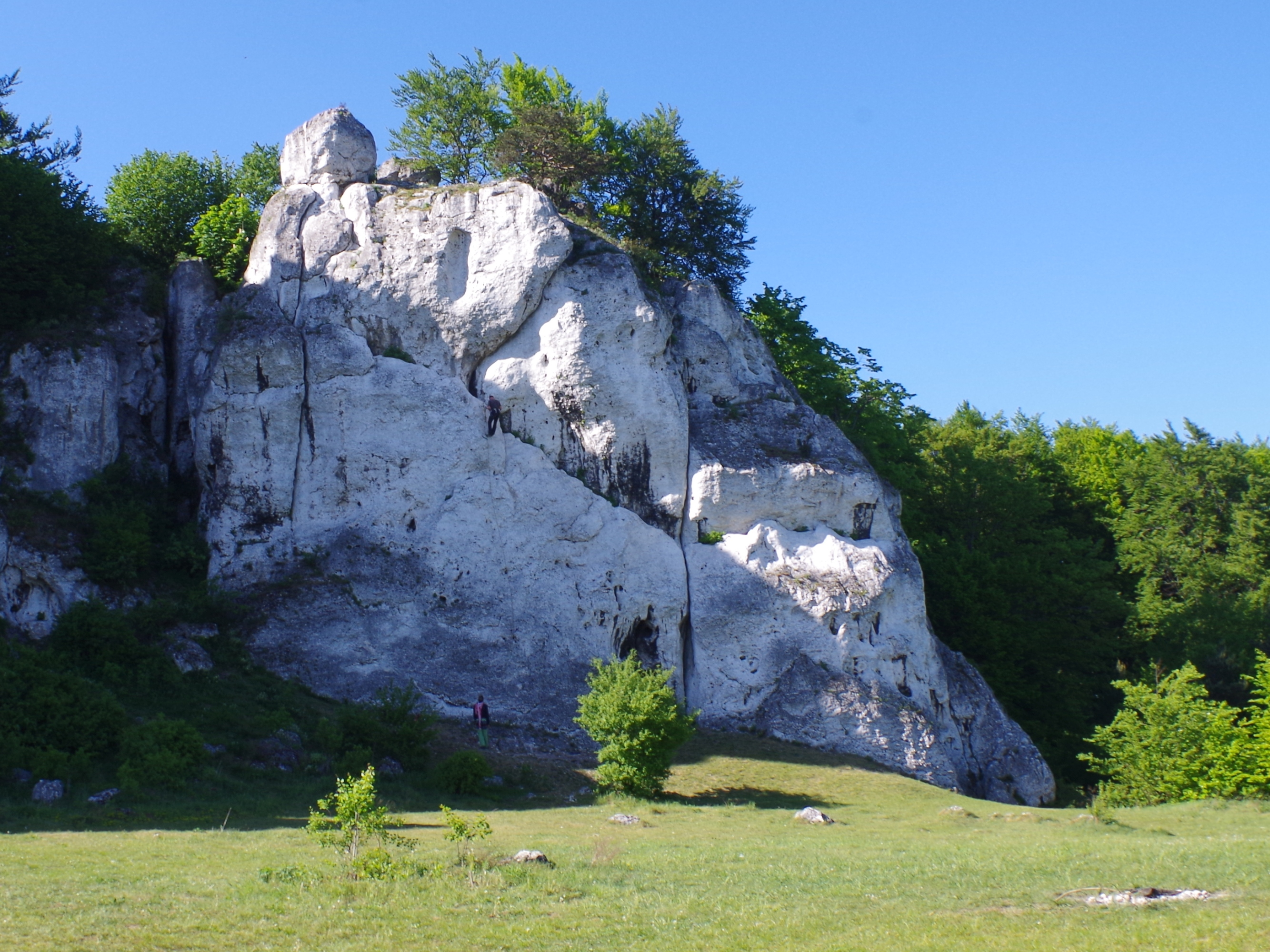
Słoneczna od południa

Słoneczna Turnia, Słoneczna – skała na Wyżynie Częstochowskiej w miejscowości Rzędkowice w województwie śląskim, w powiecie zawierciańskim, w gminie Włodowice. Jest jedną ze Skał Rzędkowickich. Znajduje się w grupie skał, razem z Okiennikiem (Turnią nad Garażem) i Flaszką. Znajduje się w terenie otwartym. Od południowego zachodu łączy się z Okiennikiem, ściany południowe i wschodnie opadają na niewielką polanę, północno-zachodnie zbocza porasta las.
Zbudowana jest z wapieni i ma wysokość 20 m. Jest połoga, pionowa lub przewieszona i znajdują się w niej takie formacje skalne jak: rysy, komin, nyża. Przez wspinaczy skalnych opisywana jest w sektorze Okiennika razem z Okiennikiem i Flaszką. Ściany wspinaczkowe o wystawie południowo-wschodniej. Na Słonecznej Turni wspinacze poprowadzili 14 dróg wspinaczkowych o trudności V – VI.3 w skali Kurtyki i długości 10–20 m<. Na większości zamontowano stałe punkty asekuracyjne: ringi (r) i stanowiska zjazdowe (st). Wśród wspinaczy skała cieszy się bardzo dużą popularnością.

1. Spam; 3r + st, VI.2+/3, 14 m
2. Rysa Czoka; VI.1+, 20 m
3. Dotknięcie pustki; 6r + st, VI.3, 20 m
4. Dziesięć lat w słońcu; 10r + st, VI.2, 20 m
5. Kiełkowski-Strojek; 3r + st, V+, 12 m
6. Słoneczne warianty; 5r + st, VI, 12 m
7. Patelnia; 4r, VI, 12 m
8. Prawa Piątka; 3r + st, V, 12 m
9. Nie tędy droga; 7r + st, VI.3+, 20 m
10. Rysa Kukuczki; VI+, 18 m
11. Szczęść Boże; 5r + st, VI.1+, 18 m
12. Bez nazwy; V, 10 m
13. Bez nazwy; V, 10 m
14. Drink bar; 5r + st, VI+, 14 m[3].